# (472271) 2014 UM33
(472271) 2014 UM33 ist ein großes transneptunisches Objekt, das bahndynamisch als erweitertes Scattered Disc Object (DO) oder als Cubewano eingestuft wird. Aufgrund seiner Größe ist der Asteroid ein Zwergplanetenkandidat.

## Entdeckung
2014 UM33 wurde am 22. Oktober 2014 von einem Astronomenteam im Rahmen des Mount Lemmon Survey mit dem 1,52–m–Teleskop am Mount-Lemmon-Observatorium (Arizona) entdeckt. Die Entdeckung wurde am 18. August 2015 bekanntgegeben, der Planetoid erhielt die Kleinplanetennummer 472271.
Nach seiner Entdeckung ließ sich 2014 UM33 auf Fotos bis zum 16. Oktober 2003, die im Rahmen des Near-Earth-Asteroid-Tracking-Programmes am Palomar-Observatorium gemacht wurden, zurückgehend identifizieren und so seinen Beobachtungszeitraum um 11 Jahre verlängern, um so seine Umlaufbahn genauer zu berechnen. Im April 2017 lagen insgesamt 111 Beobachtungen über einen Zeitraum von 12 Jahren vor. Die bisher letzte Beobachtung wurde im Dezember 2017 im Rahmen des Pan-STARRS-Programmes am Haleakalā-Observatorium (Maui) durchgeführt. (Stand 21. Februar 2019)

## Eigenschaften

### Umlaufbahn
2014 UM33 umkreist die Sonne in 280,69 Jahren auf einer leicht elliptischen Umlaufbahn zwischen 36,28 AE und 49,45 AE Abstand zu deren Zentrum. Die Bahnexzentrizität beträgt 0,154, die Bahn ist 17,42° gegenüber der Ekliptik geneigt. Derzeit ist der Planetoid 43,65 AE von der Sonne entfernt. Das Perihel durchläuft er das nächste Mal 2087, der letzte Periheldurchlauf dürfte also im Jahre 1807 erfolgt sein.
Marc Buie (DES) klassifiziert den Planetoiden als erweitertes SDO (ESDO bzw. DO), während das Minor Planet Center ihn allgemein als „Distant Object“ und als Nicht-SDO einordnet. Das Johnston’s Archive führt es dagegen als Cubewano auf, wobei es zu den bahndynamisch „heißen“ klassischen KBO gehören würde.

### Größe und Rotation
Derzeit wird von einem Durchmesser von etwa 490 km ausgegangen, basierend auf einem Rückstrahlvermögen von 7 % und einer absoluten Helligkeit von 5,1 m; dies ist allerdings mit einigen Unsicherheiten behaftet, da die allgemeinen Durchmesserschätzungen zwischen 320 und 720 km liegen. Die scheinbare Helligkeit von 2014 UM33 beträgt 21,44 m.
Da anzunehmen ist, dass sich 2014 UM33 aufgrund seiner Größe im hydrostatischen Gleichgewicht befindet und somit weitgehend rund sein muss, sollte er die Kriterien für eine Einstufung als Zwergplanet erfüllen. Mike Brown geht davon aus, dass es sich bei 2014 UM33 um möglicherweise einen Zwergplaneten handelt.
| Jahr                                         | Abmessungen km | Quelle   |
| -------------------------------------------- | -------------- | -------- |
| 2018                                         | 509,0          | Johnston |
| 2018                                         | 490,0          | Brown    |
| Die präziseste Bestimmung ist fett markiert. |                |          |